# Oleksandr Kablaš
Oleksandr Hennadijovyč Kablaš (in ucraino Олександр Геннадійович Каблаш?; Odessa, 5 settembre 1989) è un ex calciatore ucraino, di ruolo centrocampista.

## Carriera
Ha giocato nella massima serie ucraina, in quella lettone, in quella moldava e in quella uzbeka. Inoltre, ha giocato 9 partite nelle coppe asiatiche, di cui 4 per la AFC Champions League e 5 per la Coppa dell'AFC.

## Palmarès

### Club

#### Competizioni nazionali
- Perša Liha: 1

Illičivec': 2007-2008
- Campionato lituano: 1

Ekranas: 2010
- Coppa dell'Uzbekistan: 1

Nasaf Qarshi: 2015